# ジョージ・ヒル (バスケットボール)
ジョージ・ジェシー・ヒル・ジュニア（George Jesse Hill Jr.、1986年5月4日 - ）は、アメリカ合衆国インディアナ州インディアナポリス出身のプロバスケットボール選手。ポジションはポイントガード。

## 経歴

### 若齢期
インディアナ州インディアナポリスで生まれ育ったヒルは、幼少期には、いつかはマイケル・ジョーダンのような選手になることを夢見ていた。夢の実現でもあるドラフト1巡目指名を受けた際にヒルは、「子供の頃からの夢だった。」と語った。ヒルはブロード・リップル高校に入学しヒルは、グレッグ・オデン、マイク・コンリー、 ジョシュ・マクロバーツ、ロドニー・カーニー、エリック・ゴードンそして コートニー・リーとともにインディアナ州の屈指の選手となった最高学年には、州のトップとなる1試合平均36.2得点をあげ、インディアナ州の歴代シーズン高校記録第５位に入った

### カレッジ
ハイスクールでの活躍によって、インディアナ大学やテンプル大学などカレッジバスケット強豪校からオファーがあったにも拘らず、ヒルはインディアナ大学-パデュー大学インディアナポリス校(IUPUI)入学を選んだ。病気の曾祖父と過ごすためであったが、その曾祖父は入学を決めて数ヶ月後に亡くなった。しかし、ヒルは曾祖父の残した「言行一致であれ」の言葉に従い、チャンスの多い強豪校のオファーを断り、IUPUIに入学した。
2年目にIUPUIチーム、ジャガースをカンファレンスのトップチームへと導いた。

### NBA
インディアナ大学-パデュー大学インディアナポリス校(IUPUI)から、2008年のNBAドラフト1巡目26位でサンアントニオ・スパーズに指名され、IUPUI初のNBA選手となった。

#### サンアントニオ・スパーズ

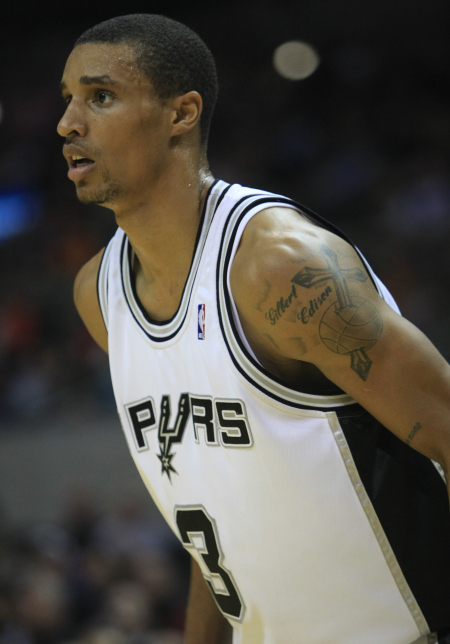
スパーズ時代のジョージ・ヒル

プロ2年目にブレークし、2011年まで、トニー・パーカーの控えとして活躍し，将来のスターターと見なされていたが、2011年のNBAドラフト時に、インディアナ・ペイサーズが1巡目15位で指名したカワイ・レナードの交渉権とのトレードでペイサーズに移籍し、故郷インディアナに戻った。

#### インディアナ・ペイサーズ
- 2011-12シーズンは、ダレン・コリソンの控えとしてスタートしたが、1月31日に足首を痛め、12ゲームを欠場したが、コリソンの故障により4月からシーズン終了までスターターを務め、1試合平均9.6得点の成績を残した。プレーオフ1stラウンドのオーランド・マジック戦では、5試合に2桁得点をあげ、セミファイナル進出に貢献した。マイアミ・ヒートとの第3戦で20得点5アシストのプレーオフキャリアハイの活躍をしたものの、第6戦で敗退した。
- 2012-13シーズンは、7月13日に5年4000万ドルで再契約を結び、レギュラーシーズン76試合に全てスターターとして出場し、1試合平均14.2得点、4.7アシストのキャリアハイの成績でプレーオフに進み、ここでも1試合平均14.6得点、4.3アシストのプレーオフキャリアハイの成績を残した。しかしながら、チームはカンファレンスファイナルまで進んだものの、またしてもヒートに敗れ、ファイナルに進むことはできなかった。
- 2013-14シーズン、2014年2月7日に、対ポートランド・トレイルブレイザーズ戦で、37得点9リバウンド8アシストのNBAキャリア最高の成績を残した。シーズン全体としては全シーズンより成績を落としたが、チームの堅調を支え、前年同様カンファレンスファイナルまで進みヒートとの対戦となったが、3年連続でヒートに敗退した。
- 2014-15シーズンは、左膝の痛みのため、開幕から欠場していたが、2014年12月23日のニューオーリンズ・ペリカンズ戦で、ようやくシーズン初出場した。しかし、チームはポール・ジョージをはじめとして開幕から負傷者が続出したことでベストメンバーを組めず、38勝44敗に終わり、プレーオフ不出場に終わった。
- 2015-16シーズンは、ジョージが完全復活を遂げ、プレーオフに復帰。しかし、プレーオフではトロント・ラプターズに3勝4敗で屈し、ヒル自身も不完全燃焼に終わった。

#### ユタ・ジャズ
- 2016年6月22日、ジェフ・ティーグなどが絡んだアトランタ・ホークスとユタ・ジャズとの三角トレードでジャズに移籍した[6]。11月1日の古巣サンアントニオ・スパーズ戦では、チーム最多の22得点とチームを牽引し、2015-16シーズンNBAホームアリーナ新記録の40勝1敗と、圧倒的強さを誇ったスパーズに対し106-91で勝利し、相手スパーズにシーズンホームゲーム第2戦で早くも土を付ける原動力となり、敵将のグレッグ・ポポヴィッチHCからも絶賛された。以降も負傷に悩まされながらもジャズのオフェンスを牽引し、2012年以来のプレーオフ出場に貢献した。

#### サクラメント・キングス
2017年7月4日、サクラメント・キングスと3年5700万ドルで契約した。

#### クリーブランド・キャバリアーズ
2018年2月8日、キングス、ユタ・ジャズの絡んだ三角トレードでクリーブランド・キャバリアーズに移籍した。

#### ミルウォーキー・バックス
2018年12月7日、ワシントン・ウィザーズも絡む三角トレードでミルウォーキー・バックスに移籍した。
2019-20シーズン開幕前の7月、バックスと3年2900万ドルで再契約した。

## 個人成績

### レギュラーシーズン
| シーズン  | チーム | GP  | GS  | MPG  | FG%  | 3P%  | FT%  | RPG | APG | SPG | BPG | PPG  |
| --------- | ------ | --- | --- | ---- | ---- | ---- | ---- | --- | --- | --- | --- | ---- |
| 2008–09   | SAS    | 77  | 7   | 16.5 | .403 | .329 | .781 | 2.1 | 1.8 | .6  | .3  | 5.7  |
| 2009–10   | SAS    | 78  | 43  | 29.2 | .478 | .399 | .772 | 2.6 | 2.9 | .9  | .3  | 12.4 |
| 2010–11   | SAS    | 76  | 5   | 28.3 | .453 | .377 | .863 | 2.6 | 2.5 | .9  | .3  | 11.6 |
| 2011–12   | IND    | 50  | 9   | 25.5 | .442 | .367 | .778 | 3.0 | 2.9 | .8  | .3  | 9.6  |
| 2012–13   | IND    | 76  | 76  | 34.5 | .443 | .368 | .817 | 3.7 | 4.7 | 1.1 | .3  | 14.2 |
| 2013–14   | IND    | 76  | 76  | 32.0 | .442 | .365 | .807 | 3.7 | 3.5 | 1.0 | .3  | 10.3 |
| 2014–15   | IND    | 43  | 36  | 29.5 | .477 | .358 | .790 | 4.2 | 5.1 | 1.0 | .3  | 16.1 |
| 2015–16   | IND    | 74  | 73  | 34.1 | .441 | .408 | .760 | 4.0 | 3.5 | 1.1 | .2  | 12.1 |
| 2016–17   | UTA    | 49  | 49  | 31.5 | .477 | .403 | .801 | 3.4 | 4.2 | 1.0 | .2  | 16.9 |
| 2017–18   | SAC    | 43  | 36  | 26.6 | .469 | .453 | .778 | 2.7 | 2.8 | .9  | .3  | 10.3 |
| 2017–18   | CLE    | 24  | 24  | 27.9 | .444 | .351 | .805 | 2.7 | 2.8 | .9  | .6  | 9.4  |
| 2017-18計 | CLE    | 67  | 60  | 27.0 | .460 | .415 | .786 | 2.7 | 2.8 | .9  | .4  | 10.0 |
| 2018–19   | CLE    | 13  | 13  | 26.5 | .514 | .464 | .850 | 2.1 | 2.8 | .9  | .1  | 10.8 |
| 2018–19   | MIL    | 47  | 0   | 20.4 | .428 | .280 | .815 | 2.6 | 2.1 | .9  | .1  | 6.8  |
| 2018-19計 | MIL    | 60  | 13  | 21.7 | .452 | .314 | .824 | 2.5 | 2.3 | .9  | .1  | 7.6  |
| 2019–20   | MIL    | 59  | 2   | 21.5 | .516 | .460 | .842 | 3.0 | 3.1 | .8  | .1  | 9.4  |
| 2020–21   | OKC    | 14  | 14  | 26.4 | .508 | .386 | .840 | 2.1 | 3.1 | .9  | .1  | 11.8 |
| 2020–21   | PHI    | 16  | 3   | 18.9 | .442 | .391 | .760 | 2.0 | 1.9 | .7  | .2  | 6.0  |
| Career    | Career | 815 | 466 | 27.5 | .458 | .384 | .803 | 3.1 | 3.2 | .9  | .3  | 11.0 |

- 2011-12シーズンは66試合、2019-20シーズンは73試合で打ち切り

### プレーオフ
| シーズン | チーム | GP  | GS | MPG  | FG%  | 3P%  | FT%  | RPG | APG | SPG | BPG | PPG  |
| -------- | ------ | --- | -- | ---- | ---- | ---- | ---- | --- | --- | --- | --- | ---- |
| 2009     | SAS    | 4   | 0  | 19.0 | .333 | .375 | .857 | 2.0 | .5  | .5  | .3  | 5.8  |
| 2010     | SAS    | 10  | 8  | 34.4 | .451 | .379 | .838 | 3.1 | .7  | 1.0 | .2  | 13.4 |
| 2011     | SAS    | 6   | 1  | 31.5 | .400 | .267 | .867 | 5.0 | 2.3 | 1.5 | .3  | 11.7 |
| 2012     | IND    | 11  | 11 | 31.5 | .448 | .375 | .848 | 2.3 | 2.9 | 1.2 | .3  | 13.5 |
| 2013     | IND    | 18  | 18 | 38.1 | .401 | .358 | .829 | 3.7 | 4.3 | 1.2 | .2  | 14.6 |
| 2014     | IND    | 19  | 19 | 36.2 | .444 | .364 | .721 | 3.7 | 3.0 | 1.2 | .2  | 12.1 |
| 2016     | IND    | 7   | 7  | 33.6 | .561 | .481 | .818 | 2.7 | 2.1 | .9  | .1  | 13.6 |
| 2017     | UTA    | 8   | 8  | 35.1 | .469 | .387 | .724 | 4.1 | 3.6 | .3  | .1  | 15.6 |
| 2018     | CLE    | 19  | 18 | 29.3 | .450 | .314 | .774 | 2.2 | 2.2 | .5  | .4  | 9.2  |
| 2019     | MIL    | 15  | 0  | 26.3 | .534 | .417 | .818 | 3.5 | 2.8 | .9  | .3  | 11.5 |
| 2020     | MIL    | 10  | 1  | 26.8 | .478 | .357 | .808 | 2.4 | 3.1 | .6  | .0  | 9.5  |
| 2021     | PHI    | 12  | 0  | 17.1 | .442 | .421 | .769 | 1.3 | 1.5 | .7  | .3  | 4.7  |
| Career   | Career | 139 | 91 | 30.7 | .453 | .372 | .801 | 3.0 | 2.6 | .9  | .2  | 11.4 |

## プレースタイル
188cmの身長でウィングスパンが206cmあり、体脂肪率が3％という、長い腕と優れたアスリート体質で、高い運動能力を持ち、PGとSGのどちらもできる。相手チームの得点源を防御しつつ、トランジション、3ポイントも含む攻撃力も保つ事ができる貴重な選手である。サンアントニオ・スパーズのグレッグ・ポポビッチヘッドコーチも、ヒルのオールラウンドな能力と、チームプレーに秀でていることをメディアのインタビューで語っている

## 記録
- シーズンスリーポイントフィールドゴール成功率1位：2020年